# Friedrichswerdersche Kirche
De Friedrichswerdersche Kirche is gelegen aan de Werderscher Markt in het district Berlin-Mitte van Berlijn.

## Geschiedenis
De kerk werd van 1824 tot 1831 ontworpen door Karl Friedrich Schinkel. Het was de eerste nieuwgotische kerk in de stad Berlijn, met één schip en een voorgevel met twee torens. Gedurende de Tweede Wereldoorlog werd de kerk ernstig beschadigd en was nagenoeg een ruïne. Pas in 1982 ving de herbouw in oorspronkelijke vorm aan en in 1987 kwam ze gereed. Het voormalige kerkgebouw werd in het kader van de viering van het 850-jarig bestaan van de stad Berlijn weer voor het publiek geopend. In 2012 werd het gebouw wegens bouwschade voor het publiek gesloten. Aan weerszijden van de kerk zullen in de komende jaren luxeappartementen verrijzen.

## Museum
In 1987 werd de Friedrichswerdersche Kirche als dependance van de Alte Nationalgalerie en als Schinkelmuseum in gebruik genomen. Naast de "Prinzessinnengruppe" worden hier werken van klassicistische beeldhouwers van de Berlijnse School (Johann Gottfried Schadow, Christian Daniel Rauch, Emil Wolff, Friedrich Tieck) tentoongesteld.
Ook de beelden van Immanuel Kant, Johann Wolfgang von Goethe en de gebroeders Alexander von Humboldt en Wilhelm von Humboldt bevinden zich in de voormalige kerk.